# Airfast Indonesia
Airfast Indonesia is een Indonesische luchtvaartmaatschappij met haar thuisbasis in Jakarta.

## Geschiedenis
Airfast Indonesia is opgericht in 1971 als Airfast Services Indonesia door Airfast Charter en Safari Air uit Seletar met behulp van Philips Petroleum uit Australië. Na het faillissement in 1975 kwam de maatschappij volledig in handen van Indonesië.

## Vloot
De vloot van Airfast Indonesia bestond in juli 2016 uit:
- 1 Boeing B737-200
- 2 McDonnell Douglas MD-82
- 2 McDonnell Douglas MD-83
- 2 Embraer ERJ-135